# Cerkiew św. Michała Archanioła w Świątkowej Wielkiej
Cerkiew św. Michała Archanioła w Świątkowej Wielkiej – dawna łemkowska cerkiew greckokatolicka w Świątkowej Wielkiej z 1757. 
Od 1986 rzymskokatolicki kościół filialny parafii Matki Bożej Niepokalanej w Desznicy.
Obiekt w 1985 wpisany na listę zabytków i włączony do podkarpackiego Szlaku Architektury Drewnianej.

## Historia
Pierwsza cerkiew w Świątkowej Wielkiej powstała przed 1581. Była to świątynia prawosławna, która zmieniła wyznanie razem z mieszkańcami wsi, po podpisaniu aktu unii brzeskiej. Na jej miejscu w 1757 wzniesiono nową cerkiew. Według relacji mieszkańców pierwotnie znajdowała się ona nad potokiem Świerzówką, który wzbierał w czasie wzmożonych opadów deszczu, uniemożliwiając dostęp do budynku. W związku z tym mieszkańcy przenieśli cerkiew na miejsce przy głównej drodze wsi. W drugiej połowie XVIII wieku kontynuowano prace dekoracyjne w świątyni, wykonując polichromię, zaś w 1796 (według innej wersji - w wieku XIX) dostawiono wieżę nad przedsionkiem. W 1914 gont na połaciach dachowych zamieniono na blachę. W 1927, w czasie tzw. schizmy tylawskiej, większość mieszkańców wsi przyjęła prawosławie, jednak cerkiew pozostała w rękach greckokatolickiej mniejszości. W 1933 do cerkwi dobudowano zakrystię. 
Po Akcji „Wisła” świątynia została opuszczona. Do 1986 stała pusta, w tym okresie kilkakrotnie padła ofiarą kradzieży. Przed 1958  złodzieje wynieśli z niej dwa ikonostasy: starszy barokowy z XVII wieku, przechowywany na strychu budynku, oraz młodszy z pierwszej połowy XIX wieku, pełniący do 1947 swoje funkcje liturgiczne. W 1959 w trakcie remontu wzmocniono i zaizolowano kamienną podmurówkę. W 1986 zdewastowany obiekt został zaadaptowany na kościół rzymskokatolicki. W latach 1991–93 przeprowadzono konserwację polichromii wnętrza. Generalny remont bryły cerkwi wykonano w 2014.

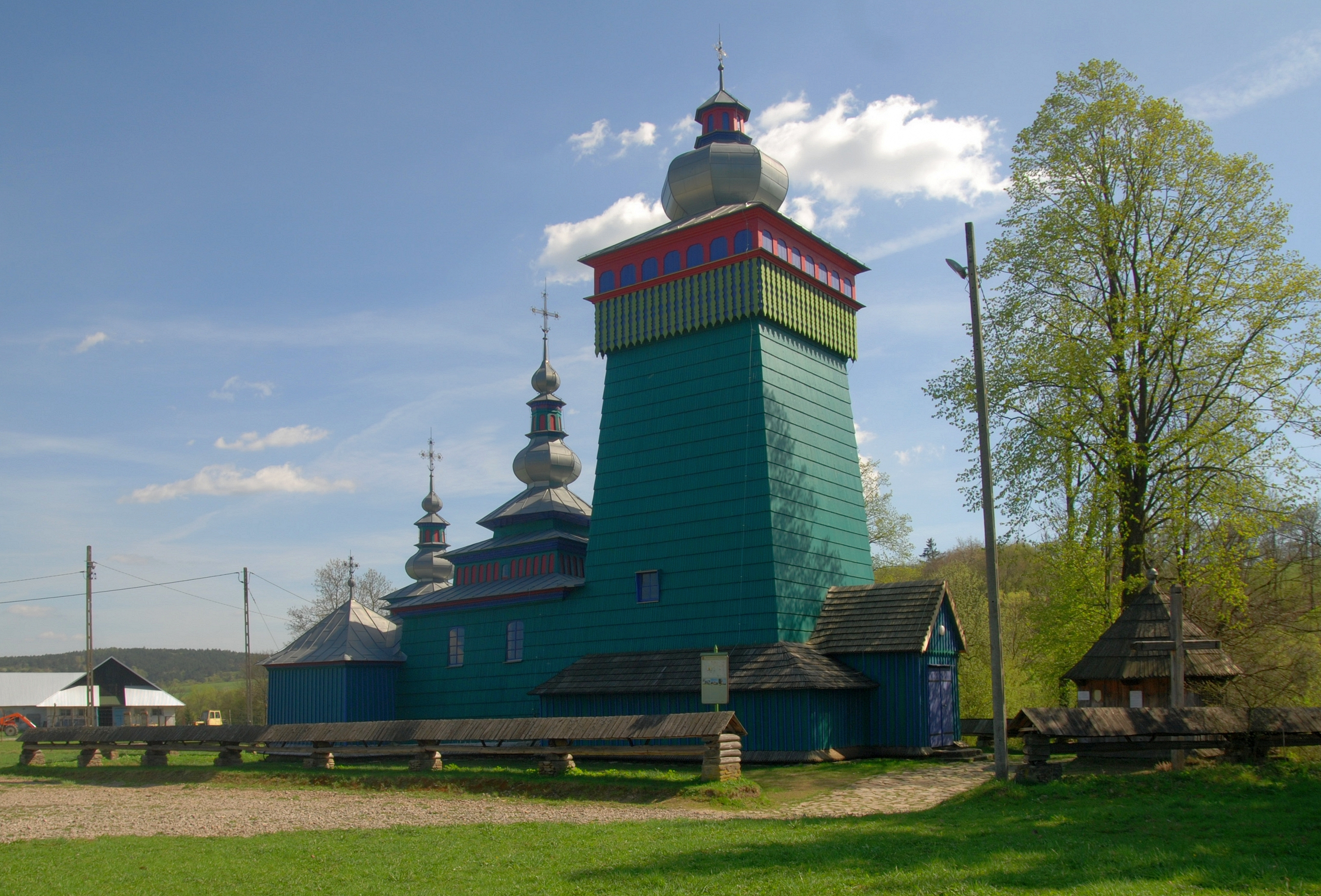
Widok ogólny
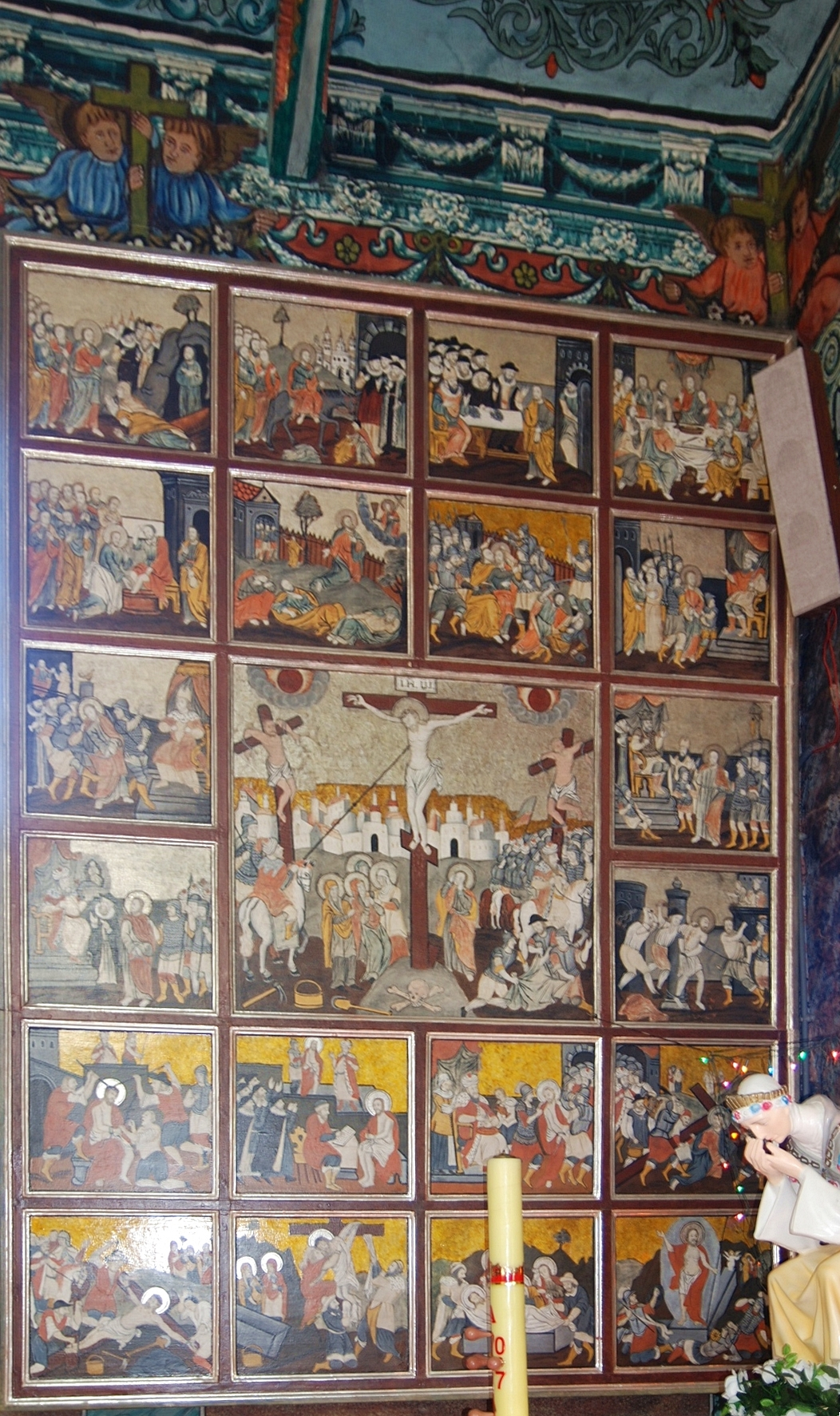
Wnętrze:wielostrefowa ikona Pasja
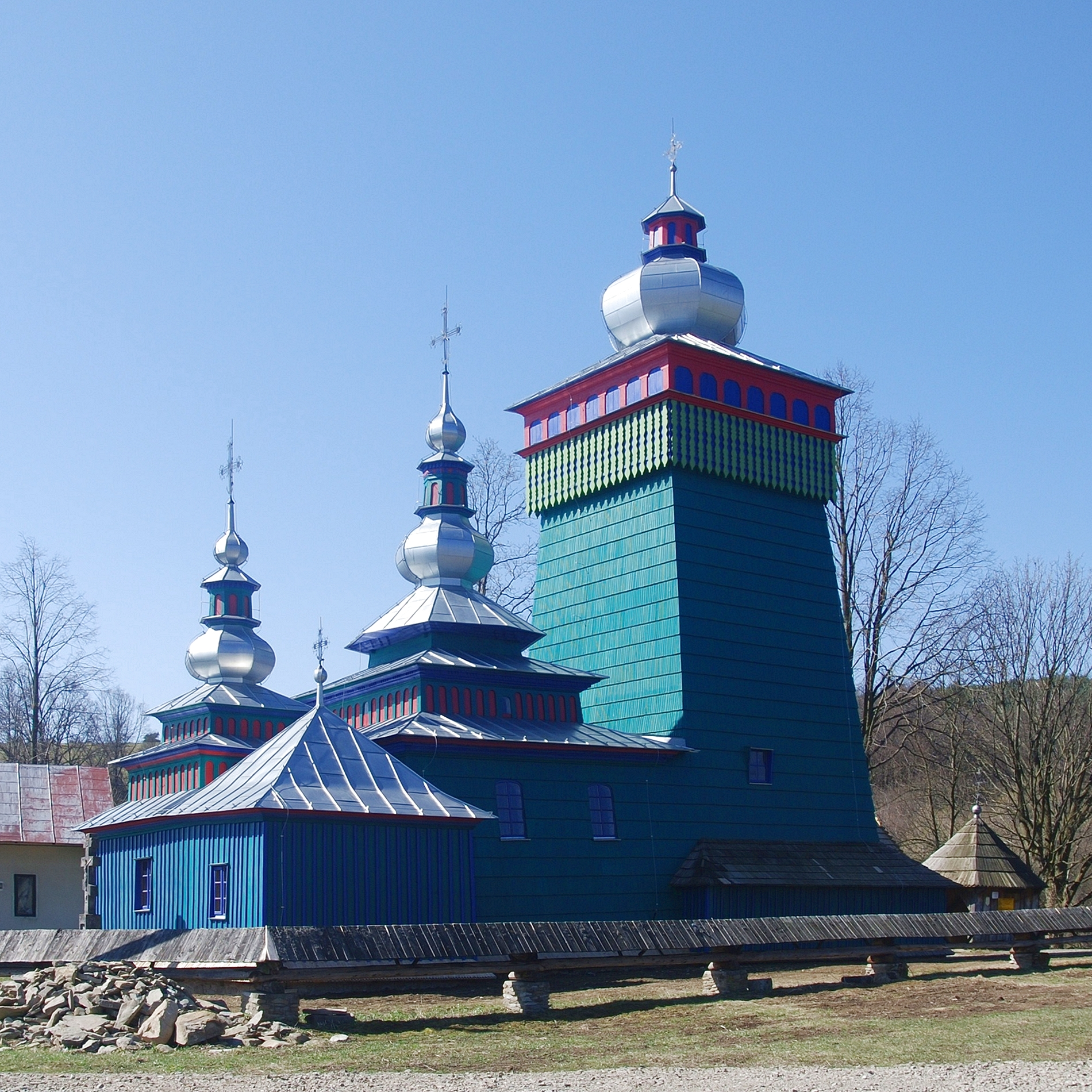
Elewacja boczna

## Architektura i wyposażenie
Jest to budowla drewniana, konstrukcji zrębowej, orientowana, trójdzielna (babiniec, nawa, prezbiterium), z zakrystią od północy. Nad babińcem wieża konstrukcji słupowo-ramowej o takiej samej szerokości jak nawa, o pochyłych ścianach, z izbicą na górze zwieńczoną dachem brogowym oraz z baniastym hełmem z pseudolatarnią zakończoną krzyżem na jej szczycie. Podobna, chociaż mniej masywna konstrukcja znajduje się również ponad nawą i prezbiterium, niższym i węższym od niej. Ściany zewnętrzne o zbieżnym nachyleniu. Pierwotnie świątynia była kolorowo malowana zewnętrznie: prezbiterium i część wieży miały kolor zielony, nawa i izbica wieży - niebieski, zaś namiotowe dachy - czerwony. Fryzy otaczające dach wieży malowane były na biało. 
Wewnątrz nawa i prezbiterium przykryte zrębowymi kopułami o dwóch załomach, w babińcu strop płaski. Nie zachował się żaden ikonostas. Przetrwała natomiast polichromowana dekoracja stropu świątyni ze scenami koronacji Maryi, wzięcia proroka Eliasza do nieba oraz sceny z życia Chrystusa i jego matki. Między nimi wykonano mniejsze wizerunki proroków starotestamentowych oraz motywy dekoracyjne naśladujące balustrady i kolumny. Z ikon pierwotnie czczonych w cerkwi nadal są w niej przechowywane dwie, napisane w XVII wieku: Ukrzyżowanie otoczone 20 mniejszymi scenami oraz Sąd Ostateczny. Zachowały się także: XVIII wieczny ołtarz główny w sanktuarium, ołtarz boczny rokokowy, barokowa kamienna kropielnica z XVII wieku. Na zachodniej ścianie nawy chór muzyczny o rzeźbionych i polichromowanych balustradach.
Wokół cerkwi znajduje się drewniane ogrodzenie.

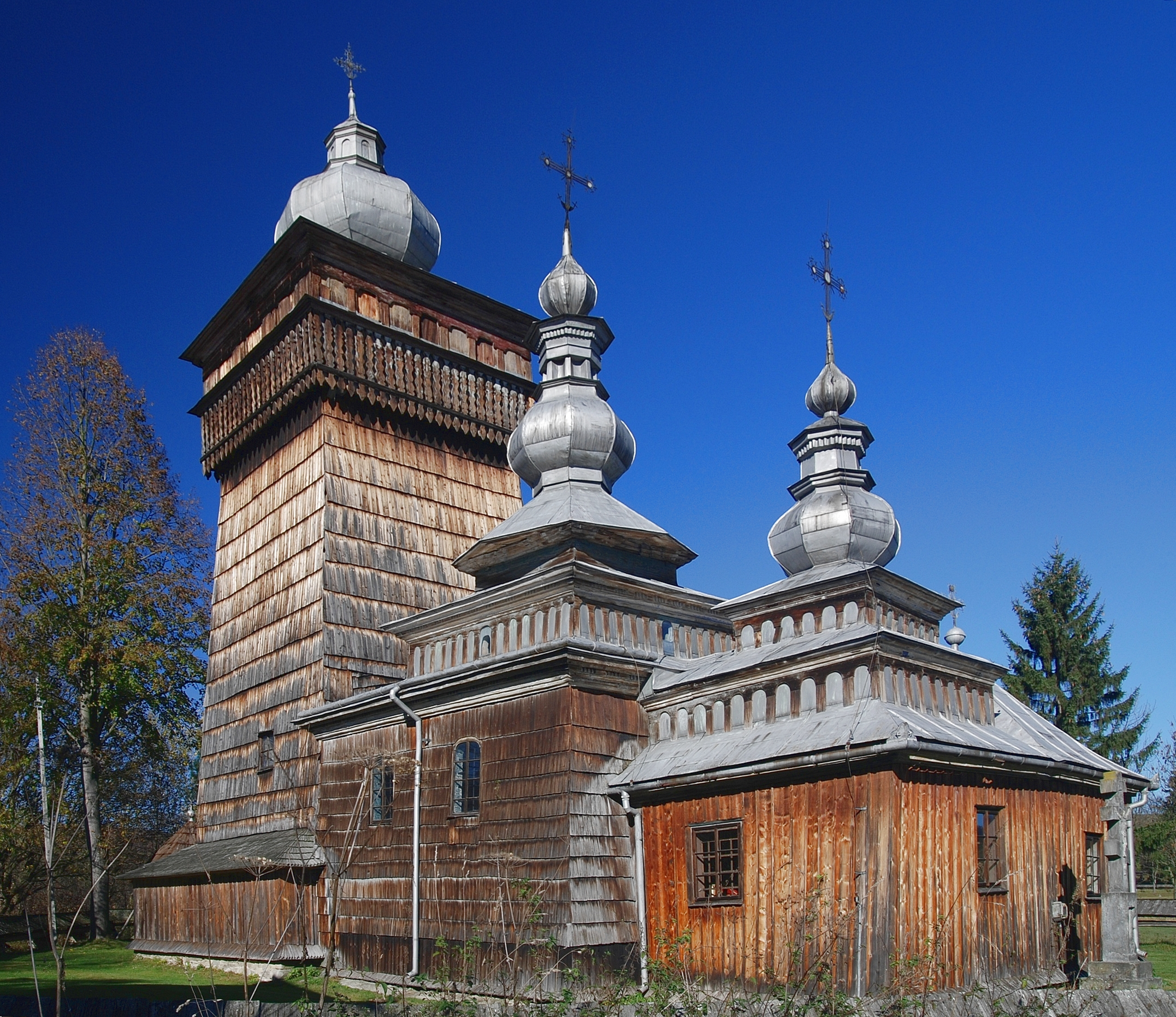
2012
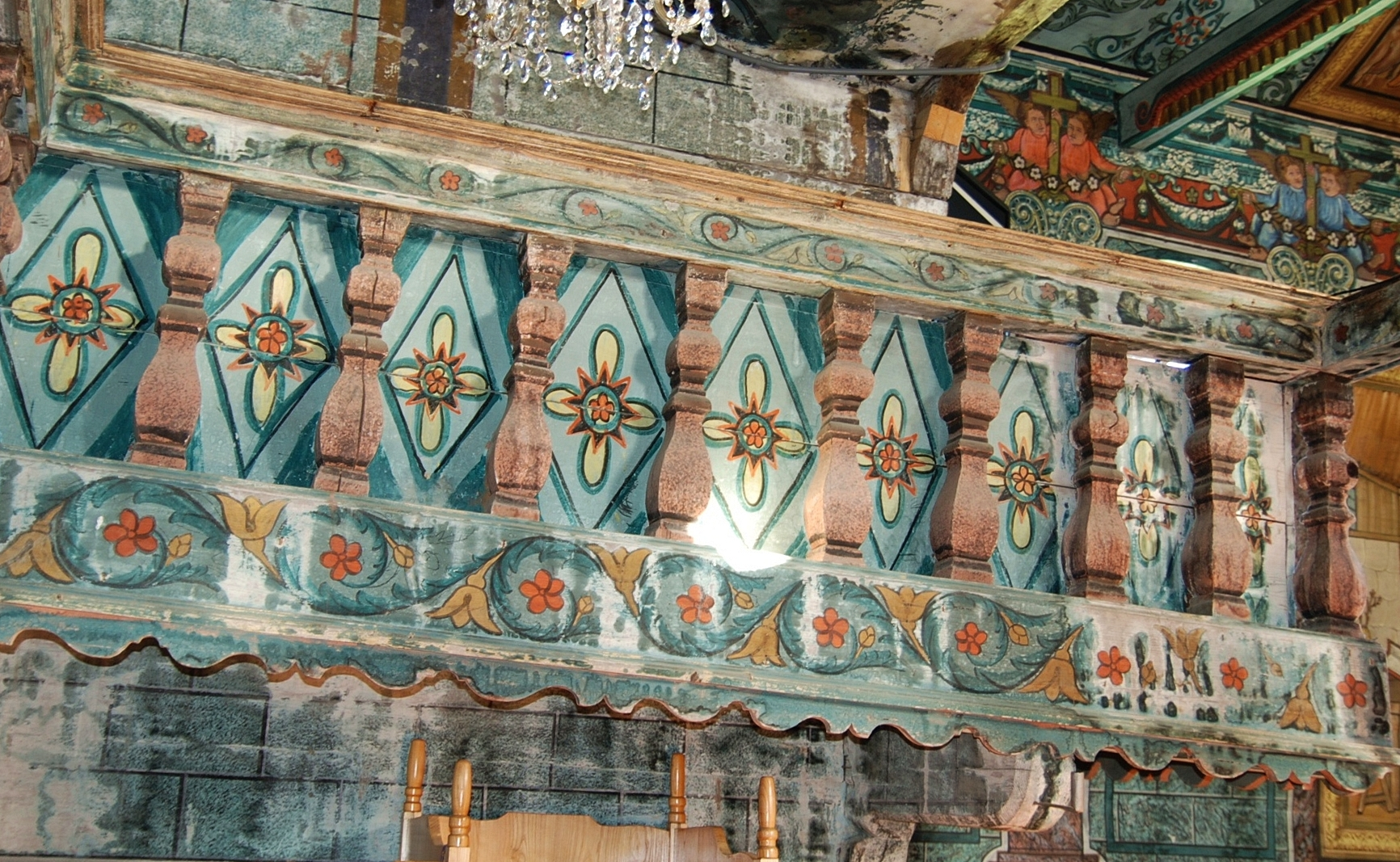
Wnętrze
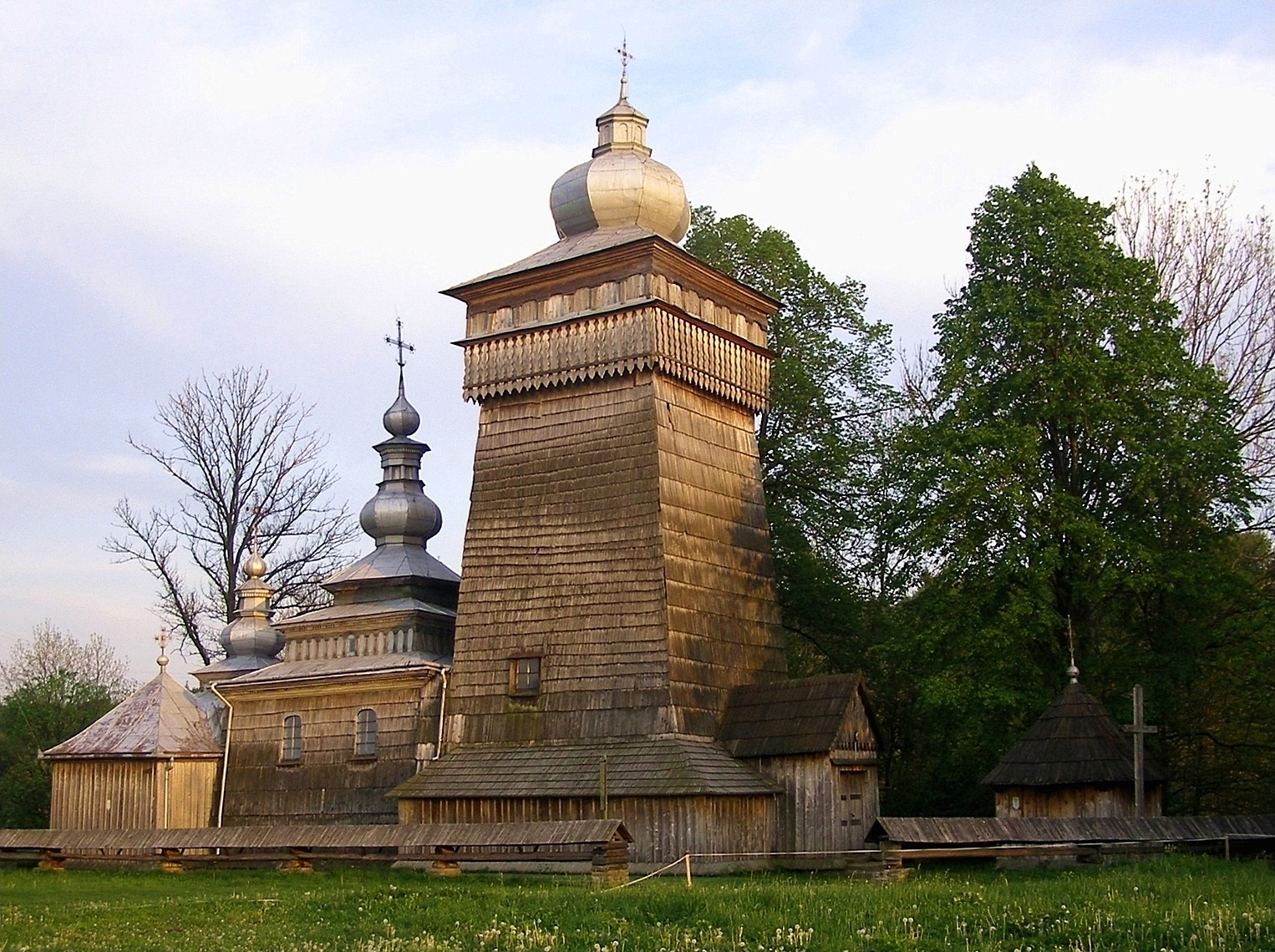
2007